# 魚門拳
魚門拳，湖北拳術，為中國武術流派之一。

## 源流
明朝末年至清朝初期，戈定、韩通、董奎、赵玄、薛礼、钟师六位武師居於潛江縣关胜庙時，觀察鱼兒在水中穿逐转跃的動作，又結合渔夫撒网用力的方式，進而開發出這門拳法，所以又稱六家鱼门，經年發展後流傳至荆州、石首、广东、上海、海南等地。

## 介紹
鱼门拳练习时要求脚踩八卦，手扣七星，发劲时邀求松、合、冲，技法充分運用头、肩、肘、臀、膝，使用墩、克、扒、拿四種手法。基本套路有七星拳、黑虎架子、四门架子、康和手以及六合拳圖、小六合圖、燕青圖、六合長拳、八卦圖、三步樁、八陣圖、小補圖等，器械套路則有板凳、关武夫子大刀、棍术等十多种。

## 來源
1. 1 2 3  .   [2023-01-29]. （原始内容存档于2023-01-29）.
2. ↑  .   [2023-01-29]. （原始内容存档于2023-01-29）.